# Inge Sørensen
Inge Sørensen (Dinamarca, 18 de julio de 1924-9 de marzo de 2011) fue una nadadora danesa especializada en pruebas de estilo braza, donde consiguió ser medallista de bronce olímpica en 1936 en los 200 metros.

## Carrera deportiva
En los Juegos Olímpicos de Berlín 1936 ganó la medalla de bronce en los 200 metros estilo braza, tras la japonesa Hideko Maehata y la alemana Martha Genenger.
Y en el campeonato europeo de Londres de 1938 ganó el oro en la misma prueba.